# اسپا کلمبیا
اسپا کلمبیا (به انگلیسی: APSA Colombia) یک شرکت هواپیمایی است که در تاریخ ۱۹۷۸ میلادی تأسیس شده است. دفتر مرکزی اسپا کلمبیا در بوگوتا، کلمبیا واقع شده‌است و قطب این شرکت هواپیمایی در فرودگاه بین‌المللی ال دورادو قرار دارد .